# Туулі Томінґас
Туулі Томінґас (народилася 4 січня 1995 року, Таллінн, Естонія) — естонська біатлоністка, яка представляє збірну Естонії на Кубку світу.

## Кар'єра
Вона вперше з'явилася на міжнародному рівні в 2013 році, коли виступала на чемпіонаті Європи в Бансько. Тоді вона посіла 4 місце у спринті.
Дебют на Кубку світу відбувся 13 березня 2014 року на етапі в Контіолахті. Туулі посіла 82 місце у спринті.

## Статистика виступів

### На рівні юніорів

#### Юніорські чемпіонати світу
| Рік  | Місце  | Індивідуальна гонка | Спринт | Гонка-переслідування | Масс- старт | Жіноча естафета | Змішана естафета | Єдина змішана естафета |
| ---- | ------ | ------------------- | ------ | -------------------- | ----------- | --------------- | ---------------- | ---------------------- |
| 2015 | Мінськ | 46                  | 43     | 30                   | -           | 11              | -                | -                      |
| 2016 | Брашов | DNF*                | 75     | 30                   | -           | 9               | -                | -                      |

*DNF - не фінішувала

#### Потрапляння на подіумиЧемпіонатів Європи
| Рік  | Місце проведення | Дисципліна                | Місце |
| 2014 | Нове-Место       | Юніорки, Спринт, 7.5 км   | 1     |
| 2014 | Нове-Место       | Змішана естафета (юніори) | 3     |

### На дорослому рівні

#### Чемпіонати світу
Результати на чемпіонатах світу з біатлону
| Рік  | Місце       | Індивідуальна гонка | Спринт | Гонка-переслідування | Масс- старт | Жіноча естафета | Змішана естафета | Єдина змішана естафета |
| ---- | ----------- | ------------------- | ------ | -------------------- | ----------- | --------------- | ---------------- | ---------------------- |
| 2019 | Естерсунд   | 25                  | 50     | 28                   | -           | 12              | -                | 11                     |
| 2020 | Антерсельва | 78                  | 75     | -                    | -           | DSQ*            | -                | -                      |

*DSQ - дискваліфіковані

## Загальний залік кубку світу
Місця в загальній класифікації.
| Сезон   | Загальна | Індивідуальна гонка | Спринт | Гонка-переслідування | Мас-старт |
| ------- | -------- | ------------------- | ------ | -------------------- | --------- |
| 2018-19 | 49       | 46                  | 51     | 47                   | -         |

## Статистика стрільби
В таблицю входять усі гонки*.
| Сезон   | Загальна       | Індивідуальна гонка | Спринт       | Гонка-переслідування | Мас-старт | Естафета      |
| ------- | -------------- | ------------------- | ------------ | -------------------- | --------- | ------------- |
| 2019-20 | 77.0 (167/217) | 80.0 (48/60)        | 75.0 (60/80) | 0.0 (0/0)            | 0.0 (0/0) | 76.6 (59/77)  |
| 2018-19 | 80.3 (282/351) | 83.3 (50/60)        | 86.3 (69/80) | 73.0 (73/100)        | 0.0 (0/0) | 81.1 (90/111) |
| 2017-18 | 81.6 (155/190) | 75.0 (15/20)        | 81.4 (57/70) | 87.5 (35/40)         | 0.0 (0/0) | 80.0 (48/60)  |
| 2013-14 | 60.0 (6/10)    | 0.0 (0/0)           | 60.0 (6/10)  | 0.0 (0/0)            | 0.0 (0/0) | 0.0 (0/0)     |

*також враховуються виступи на Кубку IBU, Чемпіонатах світу та Європи серед юніорів.